# Limnigrafická stanice

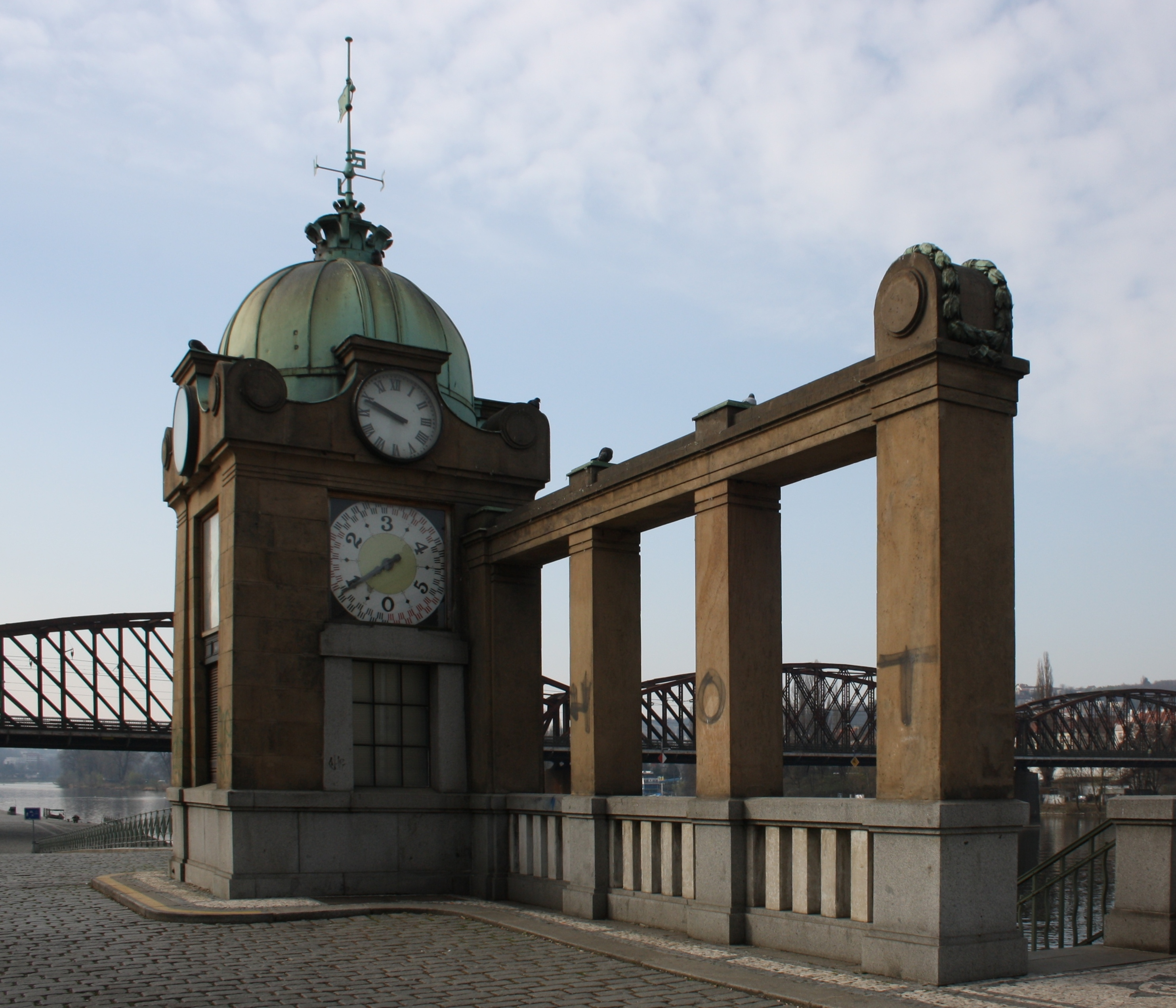
Výtoňský limnigraf

Limnigrafická stanice je místo se zařízením k pozorování vodního stavu v hlásném profilu vodního toku, vybavené limnigrafem – přístrojem k měření a registraci výšky hladiny vodního toku. Součástí stanice je vodočetná lať (slouží ke kontrole a k seřízení limnigrafu).
Dříve se používaly obsluhované limnigrafické přístroje s mechanickým zápisem na limnigrafický papír, dnes automatické limnigrafické přístroje s elektronickým záznamem a dálkovým přenosem dat. 
Z vodního stavu (v cm) lze na základě měrné křivky průtoků daného hlásného profilu určit velikost průtoku vody (v m³/s).